# Compagnacci
Giovani scapestrati fiorentini avversi a Savonarola, capitanati da Doffo Spini, giovane di perduti costumi ma di grandissimo ardire [...]. Si radunavano la sera in laute cene e fra il brio dei bicchieri meditavano sempre nuove insidie al Savonarola.
Come quando, per il 4 maggio del 1497, s'erano decisi di dovere quel giorno o uccidere il Savonarola o almeno fargli qualche grave ingiuria. Dieci di essi s' intesero dapprima con un certo Baia, maestro di fuochi lavorati, per far saltare in aria il pergamo nel bel mezzo della predica. Ma poi desistettero da un tale proposito ripensando al danno gravissimo che ne sarebbe venuto a tutta la moltitudine stivata nella chiesa ed all'odio infinito ch' eglino si sarebbero tirato addosso con tali enormezze. Si decisero quindi ad imbrattare il pergamo con mille brutture; vi posero anche la pelle d' un asino e sulla sponda dove il Frate soleva battere il pugno nel predicare inchiodarono delle punte di ferro.
La loro occasione arrivò l'8 aprile dell'anno successivo quando in sull'ora di vespro, tolta occasione da un tumulto appositamente eccitato nel Duomo, si accinsero a fare le estreme vendette levando a rumore il popolo e armando il partito. Il gonfaloniere mandava in aiuto de congiurati trecento della guardia di Palazzo che, uniti ai Compagnacci, sommavano a 800 uomini. Erano armati di picche, di balestre, di archibugi e tiravano alquanti pezzi di artiglieria. Precedevali la bordaglia del popolo armata di sassi e di mazze, avida di tumulto e di rapina. Al grido "a San Marco! a San Marco!" mossero dalla piazza del Duomo serrati in ordine di battaglia ponendo numerose scolte allo sbocco delle strade che mettono al convento perché niuno accorresse in aiuto dei Savonaroliani. Avvenutisi per via de' Pecori e in un popolano dei seguaci del Frate li trucidarono. Giunti poi sulla piazza di San Marco intorniarono il convento e piantarono le artiglierie più a terrore che a danno..
E dopo un'accesa battaglia, il frate cadde nelle loro mani.
Ma l'aver dato un contributo determinante alla caduta e alla morte di Savonarola non si rivelò, per loro, un buon affare, vista la brutta fine che fecero tutti: alcuni poi impazzarono, alcuni acciecarono e alcuni furono tagliati a pezzi, e altri da crudelissime infermità furono spenti come particolarmente avvenne a Doffo Spini, capitano de' detti Compagnacci .